# Plantago lamprophylla
Plantago lamprophylla är en grobladsväxtart som beskrevs av Pilger. Plantago lamprophylla ingår i släktet kämpar, och familjen grobladsväxter. Inga underarter finns listade i Catalogue of Life.